# Phasianelloidea
Phasianelloidea là một siêu họ ốc biển, là động vật thân mềm chân bụng sống ở biển in the clade Vetigastropoda.

## Phân loại
Siêu họ Phasianelloidea đã được tạo thành một siêu họ bởi Williams et al. (2008).
Siêu họ này gồm hai họ sau:
- Phasianellidae Swainson, 1840
- Colloniidae Cossmann, 1917